# Central Lake
Central Lake est un village du comté d'Antrim, dans l'État du Michigan, aux États-Unis. En 2020, il comptait une population de 960 habitants.